# UTC-4:30
UTC-4:30とは、2016年5月1日に廃止された協定世界時を4時間30分遅らせた標準時である。

## 歴史
ベネズエラは、2007年12月7日より、UTC-4 から30分遡った本時間帯を採用した。
しかし、2016年5月1日に再びUTC-4を採用したため本時間帯は廃止された。